# Makutupora (Manyoni)
Makutupora (auch Makutopora) ist ein Verwaltungsbezirk (englisch Ward) des Distrikts Manyoni in der tansanischen Region Singida.

## Geografie
Makutupora ist ein Bezirk im nördlichen Zentralteil von Tansania etwa 30 Kilometer Luftlinie östlich der Distrikthauptstadt Manyoni. Bei der Volkszählung 2022 lebten 9416 Menschen in 2036 Haushalten auf einer Fläche von 397 Quadratkilometern.
Der Bezirk grenzt an sechs Bezirke des Distrikts Manyoni:
| Saranda | Makuru                                      |         |
| Solya   | Kompassrose, die auf Nachbargemeinden zeigt | Makanda |
| Chikuyu | Mvumi                                       |         |

## Gliederung
Der Bezirk besteht aus drei Gemeinden (swahili Mtaa) mit 15 Orten (Kitongoji):
| Makutupora - Chisongo A - Chisongo B - Makutupora Kati - Walanchinza - Mgomole | Mbwasa - Mpyonko - Mkilangwa - Mbwasa Kati - Mlowa Ng'ambo - Nkambala | Dabia - Makuru - Makorongoo - Dabia Juu - Ndiboo - Mpapagu |

## Infrastruktur
- Bildung: Im Bezirk gibt es zwei weiterführende Schulen.[7] Die Makutupora Secondary School ist eine staatliche Tagesschule mit einer Ausbildung bis zur 4. Stufe.[8] Die St. Gabriel Ufundi Secondary School wird von der römisch-katholischen Kirche geleitet und bildet Tages- und Internatsschüler ebenfalls bis zur 4. Stufe aus.[9]
- Gesundheit: In den Gemeinden Makutupora und Mbwasa liegt je eine staatliche Apotheke.[10][11]
- Eisenbahn: In Makutupora befindet sich ein Bahnhof der Tanganjikabahn zwischen Dodoma und Tabora.[12] Makutupora ist das Ziel der Phase 2 des Neubaus der Strecke in Normalspur,[13] im März 2021 wurde dafür ein Fertigstellungsgrad von über 50 Prozent erreicht.[14] Im Dezember 2021 wurde der Vertrag zum Bau des dritten Abschnitts der Neubaustrecke von Makutupora nach Tabora unterzeichnet.[15]